# Mitsuru Adachi
Mitsuru Adachi (あだち充, nombre real 安達 充 (pronunciado de la misma forma)?  Isesaki, Prefectura de Gunma, 9 de febrero de 1951) es un mangaka japonés, entre sus trabajos más reconocidos están Touch, H2, Miyuki o Cross Game.
Es conocido principalmente por sus mangas de comedias románticas y deportivos, especialmente el béisbol.

## Biografía
Aficionado al dibujo desde su infancia, continuó hasta su adolescencia; sus primeros pasos en el manga fueron trabajar como asistente del dibujante Isami Ishii. Después de graduarse de la Escuela Superior Comercial Maebashi, debutó como mangaka en 1970 con la serie Kieta Bakuon, basada en un manga creado originalmente por Satoru Ozawa y publicado en Deluxe Shōnen Sunday de la editorial Shōgakukan.
En 1980 crea el manga Hiatari Ryoko, conocido en España como Alegre Juventud publicado por Flower Comics, la serie se convirtió en Anime en 1987, transmitido por Fuji tv y en una película en 1988, especie de desenlace de la serie, dirigida por Minoru Maeda.
Ese mismo año publicó Miyuki, conocido como Vacaciones de Verano, en la editorial shounen big comic, y fue adaptado en 1983 a 37 episodios de anime, dirigidos por Mizuho Nishikubo y producidos por Kitty Films. La serie fue emitida en toda Europa incluyendo a España por Telecinco pero con doblaje latinoamericano, ya que en 1992 se producía una de las más pronunciadas huelgas de doblaje y mandaron todos los episodios de la serie a Venezuela, a la empresa de doblaje Etcétera Group.
En 1981 creó uno de los mangas que lo llevó a la fama inmediata en Japón y en todo el continente europeo, Touch conocido en España como Bateadores, comedia romántica mezclada con béisbol, argumento que repetiría en trabajos futuros. Fue publicado en Ciao hasta 1987, también se hizo al igual que sus obras anteriores, una adaptación al anime en 1985, por el estudio Gallop.
En 1986 realizó el diseño de personajes para el OVA de Nozomi Witches, por lo que en ocasiones se le cita como creador del manga, en lugar de Toshio Nobe, el auténtico dibujante.
Después hizo Slow Step, una historia romántica relacionada con el boxeo, el sóftbol y triángulos amorosos, publicado en 1987 por la editorial shōgakukan en Ciao, la misma que publicó Touch. La serie se adaptó en formato OVA de cinco episodios en 1991.
En 1988 Adashi hizo una recopilación de historias cortas llamada Short Program publicados entre 1985 y 1987 por la editorial shōgakukan, y que en España fue editada por la desaparecida editorial Otakuland, pero en dos partes como Short Program y Short Program 2.
A comienzos de la década de los 90, publicó un manga basado en la época feudal de Japón llamado Niji-ro Togarashi, por la revista Shonen Sunday.
En 1992 creó H2, un manga similar a sus obras anteriores relacionadas con el béisbol, publicado por Shonen Sunday hasta el año 2000, adaptado al anime en 1995, por Tv Asahi, con un estilo muy limpio en la animación al igual que en el manga.
A partir del año 2000 publica más obras, Always Beautiful Sky, y Katsu en 2002, Cross Game en 2005, por la misma editorial Shonen Sunday, y en formato anime en 2009, transmitido por la cadena Tv Tokyo.
Es uno de los pocos dibujantes que escribe tanto para revistas manga shōnen como shōjo, siendo popular en ambas. Sus trabajos han sido publicados en Shōnen Sunday, Ciao, Shōjo Comic y Petit Comic, y la mayoría de sus trabajos han sido publicados a través de las editoriales shogakukan y Gakken.

## Ediciones en el extranjero
En España solo se han publicado tres trabajos del autor: Touch conocida como "Bateadores" y los dos primeros volúmenes de la antología de historias cortas, Short Program y Short Program 2 (todas a través de la ahora desaparecida editorial Otakuland), y Q&A (a través de Panini Comics).
En cuanto a las adaptaciones animadas de sus Mangas, se han emitido íntegramente las series de animación de Touch, Miyuki y Hiatari Ryoko por parte del canal Telecinco a principios de la década de los 90', aparte también fue emitida por este canal la segunda película "resumen" de Touch y el ova de Hiatari Ryoko (que es una especie de desenlace de la serie). Todo esto se emitió con doblaje en castellano realizado en Madrid, excepto la serie de Miyuki, que fue realizado expresamente en Latinoamérica para España.
Ya más recientemente se editaron en formato DVD por parte de Jonu Media, el OVA de Hiatari Ryoko, las 3 películas de Touch y los 2 especiales de televisión de Touch, estos últimos serían una especie de desenlace de la historia original, ambientándose años después del final del manga.

## Historia
- 1970: realiza su debut con Kieta Bakuon
- 1978: comienza el manga de Nine
- 1981: comienza el manga de Touch
- 1982: Hiatari Ryōkō! es adaptado a la televisión en una serie dramática.
- 1983: Adachi gana el 28.º Annual Shogakukan Manga Award por sus dos series Touch y Miyuki.
- 1983: comienza el anime de Miyuki, y el mismo año se convierte en película de acción real.
- 1985: comienza el anime de Touch
- 1992: comienza el manga de H2
- 1995: comienza el anime de H2
- 1999: completa el manga de H2
- 2005: H2 es adaptado como serie de televisión por la TBS.
- 2005: Touch es adaptada como una película de acción real
- 2005: comienza la publicación de "Cross Game"
- 2006: se estrena la película de acción real de Rough.
- 2010: inicia Q&A en la nueva revista Monthly Shōnen Sunday.
- 2012: comienza el manga de Mix

## Trabajos
Por orden alfabético.
- Asaoka High School Baseball Club Diario: Over Fence
- Bōken Shōnen
- Cross Game
- Gamushara (historia original de Jūzō Yamasaki)
- H2
- Hatsukoi Kōshien (historia original de Jūzō Yamasaki)
- Heart no A (historia original de Akira Saiga)
- Hiatari Ryōkō!
- Hirahira-kun seishun jingi (historia original de Mamoru Sasaki)
- Hirahira-kun seishun ondo (historia original de Mamoru Sasaki)
- Hirahira-kun seishun taiko (historia original de Mamoru Sasaki)
- Itsumo Misora
- Jinbē
- KATSU!
- Little Boy (historia original de Mamoru Sasaki)
- Mix
- Miyuki
- Nakimushi Kōshien (historia original de Jūzō Yamasaki)
- Niji Iro Tōgarashi
- Nine
- Oira Hōkago Wakadaishō
- Rough
- Rainbowman (based on Rainbowman, historia original de Kōhan Kawauchi)
- Sekiyō yo Nobore!! (historia original de Jūzō Yamasaki)
- Short Program (colección de historias cortas)
- Slow Step
- Touch
- Q&A